# Scima da Saoseo
La Scima da Saoseo (3.264 m s.l.m.) è una montagna delle Alpi di Livigno nelle Alpi Retiche occidentali.

## Descrizione
Si trova lungo la linea di confine tra l'Italia (Lombardia) e la Svizzera (Canton Grigioni), facendo da spartiacque tra la Valgrosina e la Val Poschiavo. 
Per salire sulla vetta si può partire da Arnoga, località di Valdidentro. Da Arnoga si percorre la Val Viola, si raggiungono le Baite di Altumeira, si sale alla Alpe Dosdè, si percorre la Vedretta Val Viola e si tocca infine la Scima da Saoseo. In tutto si copre un dislivello di 1400 metri superandoli in circa 4 ore. Il vicino Bivacco Angelo e Seconda Caldarini può essere usato come punto di appoggio o ricovero di emergenza per la salita.